# یونیشکیس
یونیشکیس (به لاتین: Joniškis) در لیتوانی با جمعیت ۹٬۹۰۰ نفر است که در شهرستان شاولیای واقع شده‌است.